# HMS Argus (I49)
O HMS Argus foi o primeiro porta-aviões operado pela Marinha Real Britânica. Sua construção começou em 1914 nos estaleiros da William Beardmore and Company em Dalmuir, na Escócia, como o transatlântico italiano SS Conte Rosso, porém foi comprado pela Marinha Real em setembro de 1916 para conversão. Foi lançado ao mar em dezembro de 1917 e comissionado na frota britânica em setembro do ano seguinte. Ele era capaz de transportar até dezoito aeronaves, era armado com uma bateria antiaérea de seis canhões de 102 milímetros tinha um deslocamento de dezesseis mil toneladas e conseguia alcançar uma velocidade máxima de vinte nós (37 quilômetros por hora).
O Argus foi o primeiro navio do mundo com um convés de voo em que aeronaves com rodas podiam decolar e pousar. Ele passou seus primeiros anos de serviço ajudando a Marinha Real no desenvolvimento do melhor projeto para porta-aviões posteriores. O navio também avaliou vários tipos diferentes de equipamentos de retenção de aeronaves, procedimentos gerais para operação de aeronaves em conjunto e táticas em frota. A embarcação era muito pesada no topo, o que causava problemas de estabilidade, assim precisou ser modificada na década de 1920. O Argus passou um breve período servindo na China, sendo colocado na reserva em 1928 por motivos orçamentários.
A embarcação foi modernizada antes da Segunda Guerra Mundial e serviu como navio de treinamento até 1940. Pelo dois anos seguinte realizou várias viagens de transporte de aeronaves para Malta. O Argus também transportou aviões para a Murmansk na União Soviética, Sekondi-Takoradi na Costa do Ouro e Reykjavík na Islândia. A Marinha Real ficou em 1942 com uma escassez de porta-aviões e assim o navio participou da Operação Arpão e da Operação Tocha, sendo levemente danificando nesta última. Passou por reparos e voltou a atuar como navio de treinamento até setembro de 1944, tornando-se então um alojamento flutuante. Foi tirado do serviço em 1946 e desmontado.